# Eugene Fluckey
Eugene Bennett Fluckey (ur. 5 października 1913 w Waszyngtonie, zm. 28 czerwca 2007 w Annapolis) – amerykański wojskowy, oficer broni podwodnej marynarki wojennej Stanów Zjednoczonych. Podczas wojny podwodnej na Pacyfiku, dowódca okrętu podwodnego USS „Barb” (SS-220). Za swoje zasługi odznaczony m.in. Medalem Honoru. Odszedł w stan spoczynku w 1972 w stopniu kontradmirała (Rear Admiral).

## Życiorys
Był absolwentem Mercersburg Academy w Pensylwanii. W 1931 wstąpił do United States Naval Academy, którą ukończył cztery lata później. Jego pierwszym przydziałem był pancernik „Nevada”, następnym niszczyciel „McCormick”. W 1938 odbył kurs w Submarine School w New London. W chwili przystąpienia Stanów Zjednoczonych do wojny służył na okręcie podwodnym „Bonita”, na którym odbył pięć patroli bojowych na Oceanie Atlantyckim.
W 1944 został skierowany na staż dowódczy na USS „Barb”. Po jednym patrolu w charakterze obserwatora, 28 kwietnia 1944 został mianowany jego dowódcą w stopniu komandora porucznika (Commander). Na tym okręcie odniósł szereg sukcesów, zatapiając między innymi japoński lotniskowiec eskortowy „Unyō”. Za swoją wojenną służbę został odznaczony Medalem Honoru oraz czterokrotnie Navy Cross.
W sierpniu 1945 zdał dowództwo „Barba”, mając w perspektywie objęcie budowanego w Groton USS „Dogfish”. Został jednak ostatecznie skierowany do pracy sztabowej, pod koniec tego samego roku obejmując stanowisko osobistego adiutanta admirała Chestera W. Nimitza. W kolejnych latach dowodził okrętem podwodnym „Halfbeak”, służył w sztabie dowódcy sił podwodnych Floty Atlantyckiej, zaś w latach 1950–1953 był attaché wojskowym w Lizbonie.
W kolejnych latach pełnił różne funkcje sztabowe i liniowe. Na początku lat 60. został awansowany do stopnia kontradmirała. W czerwcu 1964 objął stanowisko dowódcy Sił Podwodnych Floty Pacyfiku. Od lipca 1966 przez dwa lata pełnił funkcję szefa Biura Wywiadu Marynarki. Odszedł z czynnej służby w sierpniu 1972.
Zmarł 28 czerwca 2007 w Annapolis. Został pochowany na tamtejszym United States Naval Academy Cemetery.